# Jean Weiss

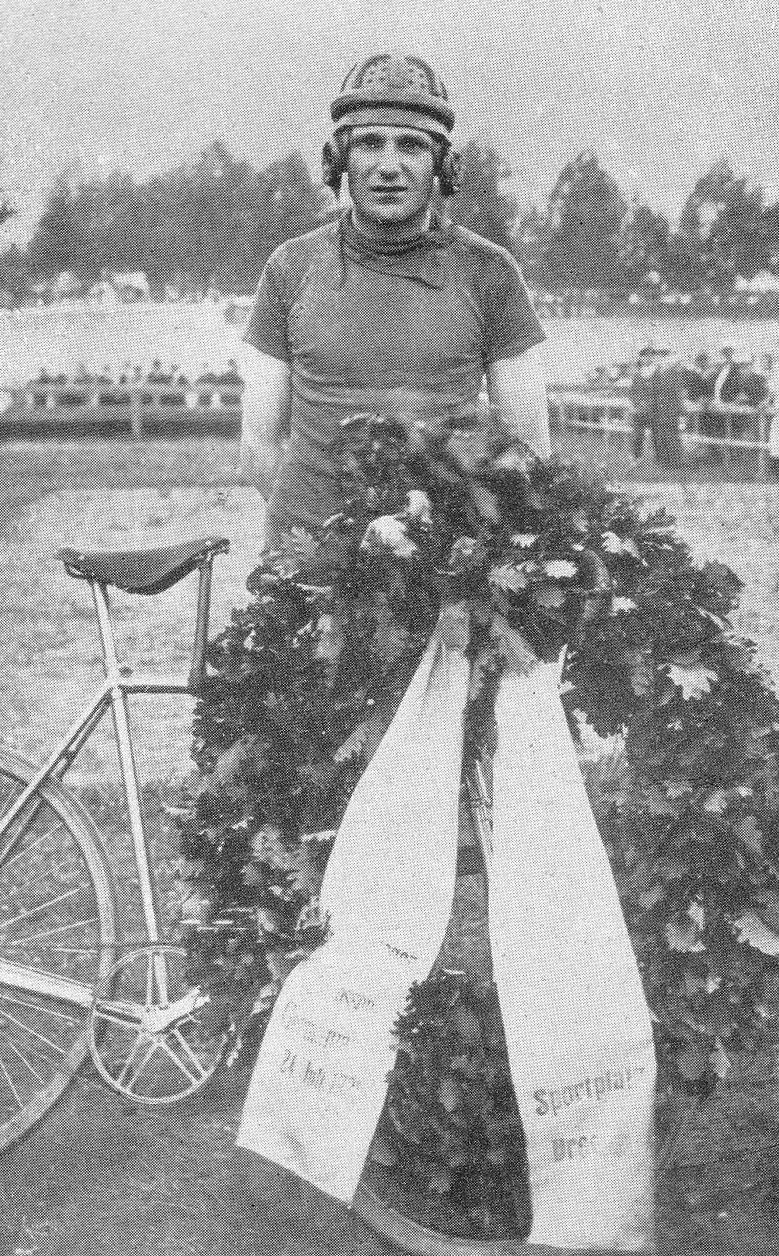
Jean Weiss

Johann August „Jean“ Weiss (* 1. November 1890 in Großauheim bei Hanau; † 21. Januar 1978 ebenda) war ein deutscher Radrennfahrer.
Jean Weiss war Radprofi von 1909 bis 1927 und gehörte nach dem Ersten Weltkrieg zu den besten deutschen Radprofis auf der Bahn. 1919 und 1921 wurde er Zweiter der Deutschen Steher-Meisterschaft, 1920 Dritter. Das Goldene Rad von Erfurt gewann er 1912, das Goldene Rad von Berlin 1922 und 1923. Er startete als Werksfahrer für das nahegelegene Opel-Werk, das ihn vertraglich dazu verpflichtete „[…] während der Dauer dieser Vereinbarung einen ordentlichen Lebenswandel zu führen und stets einzutreten für das Renommee der Firma Adam Opel in Rüsselsheim“.
Weiss war gelernter Dreher. Nach Beendigung seiner Radsport-Karriere blieb er dem Opel-Werk verbunden und eröffnete in seinem Heimatort Großauheim als Opel-Händler einen Auto-Handel mit Werkstatt.